# Achelao
Nella mitologia greca,  Achelao  era uno dei figli di Antenore, ossia uno degli Antenoridi.

## Il mito
Achelao, figlio di Antenore, il mitico fondatore di Padova, combatté durante la guerra di Troia.
In alcune versioni del mito, con il termine Antenoridi vengono indicati i cittadini di Troia.

### Moderna
- Anna Ferrari, Dizionario di mitologia, Litopres, UTET, 2006, ISBN 88-02-07481-X.